# Tanausú
Tanausú (fl. 1492-1493) fue uno de los jefes o capitanes aborígenes de la isla de La Palma durante la conquista castellana de las islas Canarias a fines del siglo XV, siendo conocido por ser el caudillo que más se resistió a la misma.
Tanausú era el señor o capitán del bando de Aceró, que se corresponde con la moderna caldera de Taburiente, uno de los doce señoríos o bandos en los que se dividía la isla en el momento de la conquista castellana.

## Antroponimia
El nombre de Tanausú es de procedencia aborigen y aparece en la  documentación histórica también con las variantes gráficas Atanausu, Tanausa, Tanause, Tanauso o Tenausu, con acentuaciones tanto llanas como agudas.
En cuanto a su posible traducción, el filólogo Ignacio Reyes considera que podría traducirse como 'he aquí el que razona bien', mientras que el profesor Juan Álvarez Delgado propone 'el terco', 'el que tiene hígados' o 'muy alto'. Dominik Josef Wölfel por su parte no encuentra paralelos en las lenguas bereberes con el que poder compararlo y dar una traducción.

## Biografía
Se conserva en la toponimia local el recuerdo de la cueva-habitación que utilizó de morada, la denominada «cueva de Tanausú», ubicada en el sector oriental de La Caldera. Junto a la cueva se encuentran las ruinas de un conjunto de dos cabañas asociadas. Próximo a este punto se halla otro topónimo igualmente relacionado con Tanausú como es la Piedra del Rey.

### Antes de la conquista
Enfrentamientos entre Tanausú y Atogmatoma
El historiador Juan de Abréu Galindo describió en su obra Historia de la conquista de las siete islas de Canaria el enfrentamiento habido entre Tanausú y su tío Atogmatoma, señor de Tijarafe, antes de la llegada de los conquistadores castellanos. Atogmatoma con doscientos guerreros intentó penetrar en La Caldera por el paso de Adamancasis —modernamente La Cumbrecita—, pero Tanausú y su gente resistieron y los hicieron retirarse.
Posteriormente Atogmatoma logró entrar en La Caldera gracias a la ayuda de sus aliados Bediesta y Temiaba, capitanes de Tagalgen y Tagaragre respectivamente. Tanausú se refugió entonces en el roque de Bejenao, y viendo que los enemigos seguían llegando pidió ayuda a sus aliados Ehenauca, Mayantigo, Azuquahe, Juguiro, Garehagua. Una vez reunidos todos los guerreros, Tanausú y los suyos descendieron hacia las tierras de Aridane y allí se desarrolló la batalla, siendo derrotado Atogmatoma.
Leyenda de Acerina
En un romance tradicional palmero recogido por Benigno Carballo Wangüemert en su obra Las Afortunadas: viaje descriptivo a las islas Canarias, se nombra a la esposa de Tanausú, Acerina. Este romance, que fue escuchado por el autor a unos pastores de La Caldera se cuenta cómo los reyes Tanausú —Tenacen en el romance— y Mayantigo se disputaron durante mucho tiempo el amor de la joven Acerina, hasta que esta los cita en el llano de Taburiente haciéndoles jurar que no se atacarían y comunicándoles su decisión de elegir como esposo a Tanausú.

### Conquista castellana, 1492-1493

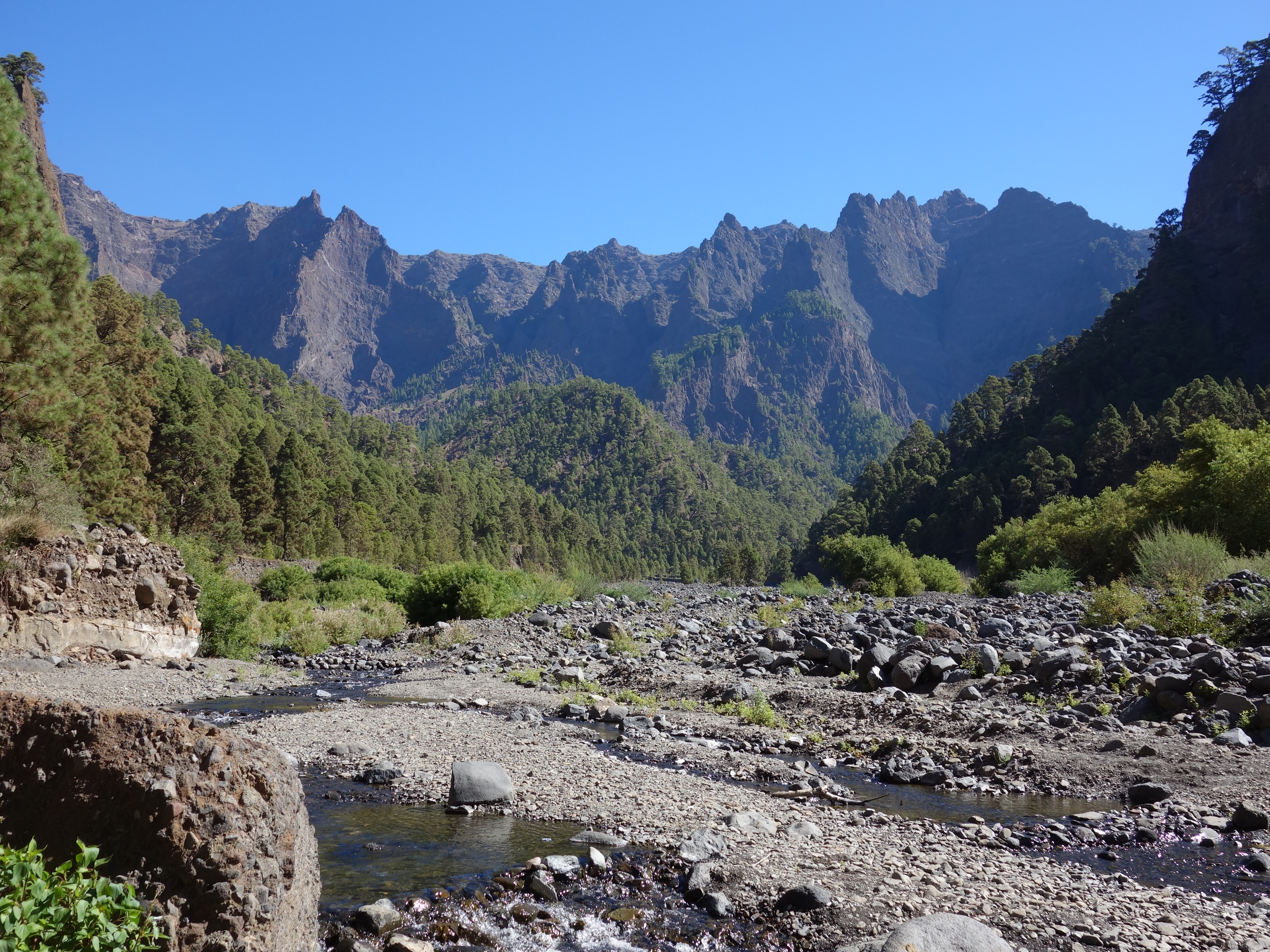
Caldera de Taburiente, territorio dominado por Tanausú.

En septiembre de 1492 llegaron a la costa de Tazacorte las tropas conquistadoras bajo el mando del capitán Alonso Fernández de Lugo. La conquista se realizó mediante pactos con los jefes de los distintos bandos de la isla —que ya las habían asentado en Gran Canaria con el juez pesquisidor Francisco Maldonado poco antes—, encontrando tan sólo oposición en los bandos de Tigalate y Aceró.
El bando de Aceró ofrecía grandes dificultades por sus condiciones geográficas para acceder a él. En este lugar Tanausú lideró la resistencia a la penetración castellana siendo el último caudillo de La Palma en someterse.
Después de dos intentos fallidos de penetrar en la región de Aceró y de ver la imposibilidad de realizar una conquista militar de este territorio, Alonso Fernández de Lugo recurrió a Juan de La Palma, pariente de Tanausú que se había unido a los castellanos tras la llegada de estos, enviándolo como mensajero para tratar de convencer a Tanausú de que aceptara una negociación en la cual se le proponía que se rindiera, aceptara el cristianismo, se sujetase a los Reyes Católicos y, a cambio, recibiría buen trato y grandes recompensas. Tanausú mandó como respuesta que los castellanos se retiraran de La Caldera y que al día siguiente se encontrarían en la zona conocida como El Riachuelo en son de paz. Lugo, desconfiando y con temor a que Tanausú y su gente volvieran a retirarse a las escabrosas tierras de La Caldera donde no podría derrotarles, ordenó atacar a los benahoaritas en el momento en que llegaban a la vista de los castellanos. Después de una encarnizada y desigual batalla, los aborígenes fueron derrotados y Tanausú hecho prisionero.

## Fallecimiento
Ya capturado, Tanausú y otros cautivos fueron conducidos en barco a Castilla para presentarlos a los reyes, pero durante el trayecto el caudillo se negó a comer y a beber agua, falleciendo durante la travesía.
Los historiadores recogen la costumbre de los benahoaritas de dejarse morir de inanición cuando se hallaban enfermos. Entonces decían a sus parientes vacaguaré 'me quiero morir', y se encerraban en una cueva. Sin embargo, ninguno hace referencia explícita a que Tanausú pronunciara esa palabra durante su cautiverio.